# Oficiais de Polícia Militar
Oficiais de Polícia Militar ou Oficiais Militares Estaduais são integrantes das Corporações Militares Estaduais e são os responsáveis pelo Comando, Chefia e Direção das respectivas Instituições.

## Introdução
No Brasil, os Oficiais e os demais integrantes das Polícias Militares, bem como dos Corpos de Bombeiros Militares, são Militares Estaduais, conforme determina o art. 42 da Constituição Federal (CF) de 1988.
Por exercerem uma parcela do Poder Estatal, é considerada uma Carreira de Estado, ou seja, é uma carreira típica de Estado, não havendo correspondência na iniciativa privada.
A carreira de Oficial de Polícia Militar é escalonada em seis postos: 2º Tenente; 1º Tenente; Capitão; Major; Tenente-Coronel e Coronel (art. 8º, letra “a”, do Decreto-Lei nº 667/1969).

## Ingresso na Carreira
De acordo com a Unidade da Federação, o candidato, após aprovação em concurso público, passa de 3 a 5 anos de formação numa Academia de Polícia Militar, onde recebe instruções teóricas e práticas para atuar na atividade policial. Após esse período ele é declarado Aspirante-a-Oficial, condição que perdura de 6 (seis) meses a 1 (um) ano, que é equivalente ao estágio probatório de algumas carreiras públicas. Esse é um tempo para colocar em prática todo o conhecimento teórico recebido na Academia Policial.
O Curso de Formação de Oficiais realizado na Academia de Polícia Militar é equivalente a um curso de nível superior, na modalidade bacharelado.
Os requisitos de ingresso na Carreira de Oficial de Polícia Militar dependem de cada Estado da Federação, porém na maior parte das Polícias Militares do Brasil exige-se, como condição de ingresso, o curso de Bacharel em Direito ou curso de nível superior. As Polícias que ainda não exigem o Curso de Direito estão em fase de estudos para implantação.

## Garantias e Prerrogativas
Após a fase de formação e o estágio operacional, o Militar Estadual é promovido ao posto de 2º Tenente, ocasião em que ele recebe a Carta-Patente  assinada pelo Governador do Estado (art. 42, § 1º, parte final, da CF) e presta o juramento ao primeiro posto. A Carta-Patente confere ao Oficial de Polícia o pleno gozo das vantagens, prerrogativas e deveres inerentes ao posto.
O Oficial de Polícia Militar possui ainda a garantia constitucional de só perder o Posto e a Patente se for julgado indigno do oficialato ou com ele incompatível, por decisão de tribunal (art. 42, §1º combinado com o art. 125, §4º, da CF), ou seja, decisão de órgão de segunda instância da Justiça Estadual, no caso dos Militares Estaduais.

## A Arma Símbolo do Oficial
A arma símbolo do oficialato em todo o mundo é a Espada de Comando. No passado era utilizada diariamente junto ao uniforme, no dias atuais são utilizadas apenas em cerimônias militares e ocasiões especiais. Uma outra utilização da Espada é na realização do "Teto de Aço" em cerimônias de casamento, quando um dos noivos é militar. O "Teto de Aço" consiste na formação de um “corredor” ou coluna-por-dois com frente para o interior, formando uma "cobertura" com as espadas cruzadas para a saída dos nubentes do local da cerimônia.

## Atuação junto à Justiça Militar Estadual[10]
O Oficial de Polícia Militar compõe, no âmbito da Justiça Estadual, o Conselho de Justiça junto à Justiça Militar Estadual. O Conselho de Justiça é composto por 4 Oficiais (Juízes Militares) e por um Juiz de Direito. O Conselho pode ser de dois tipos: Conselho de Justiça Permanente e Conselho de Justiça Especial. (art. 399 e art. 436, CPPM)
"Nos Estados de Minas Gerais, São Paulo e Rio Grande do Sul, a Justiça Militar é estruturada em duas instâncias: a Primeira constituída pelos Juízes de Direito do Juízo Militar e os Conselhos de Justiça, os quais atuam nas auditorias militares; e a Segunda, pelos Tribunais de Justiça Militar, composta por juízes que integram esses órgãos."

## Termo Circunstanciado de Ocorrência (TCO)
Amparados na Jurisprudência e decisões do Conselho Nacional de Justiça, do Conselho Nacional do Ministério Público, dos Tribunais Superiores e dos Tribunais de Justiça por todo o Brasil, é que os Oficiais de Polícia vêm há alguns anos elaborando os Termos Circunstanciados de Ocorrência, bem como coordenando a sua expansão para um maior número de Unidades Policiais, sempre no intuito de melhor atender a população.
Essa medida evita que o cidadão envolvido num crime de menor potencial ofensivo (pena de até dois anos) tenha que se deslocar até um Distrito Policial, podendo ser lavrado o TCO na Unidade Policial Militar mais próxima ou até mesmo no local da ocorrência, como já vem sendo realizado em alguns Estados.
O Termo Circunstanciado é regulado pela Lei Federal nº 9.099/95, que instituiu os Juizados Especiais Cíveis e Criminais, com competência para conciliação, julgamento e execução das causas cíveis de menor complexidade e infrações penais de menor potencial ofensivo, por meio de procedimento oral e sumaríssimo.
O TCO nada mais é que a descrição sumária da ocorrência, onde são relacionadas as pessoas envolvidas (noticiante e noticiado), as quais relatam as suas versões sobre o fato registrado, sendo em seguida encaminhado o termo ao Juizado Especial Criminal.
Os princípios norteadores dos Juizados Especiais são: oralidade, simplicidade, informalidade, economia processual e celeridade. Dessa forma a essência do Termo Circunstanciado é sua simplificação, desburocratização, devendo estar totalmente despido de formalismos exagerados, tratando-se de mero registro de ocorrência.
O Termo Circunstanciado nada mais é do que um registro policial, atividade esta, que não é exclusividade constitucional de nenhum dos órgãos policiais, portanto, pode ser realizado por todos eles, conforme muito bem decidiu o plenário do Conselho Nacional do Ministério Público.
Para Damásio de Jesus, o TCO nada mais é do que “Um simples boletim de ocorrência circunstanciado que substitui o inquérito policial. Deve ser sucinto e conter poucas peças, garantindo o exercício do princípio da oralidade”.

## Competências na área de Polícia Judiciária
São atribuições do Oficial de Polícia, dentre outras estabelecidas em lei:
1. Presidir, com exclusividade, o Inquérito Policial Militar instaurado para apurar crimes militares;[11]
2. Lavrar o auto de prisão em flagrante nos casos de crime militar;[11]
3. Prestar as informações necessárias à instrução e julgamento dos processos aos órgãos e juízes da Justiça Militar e aos membros do Ministério Público;
4. Realizar as diligências necessárias à instrução processual;
5. Cumprir os mandados de prisão;
6. Representar às autoridades judiciárias militares acerca da prisão preventiva e da insanidade mental do indiciado;
7. Cumprir as determinações da Justiça Militar relativas aos presos sob sua guarda e responsabilidade;
8. Solicitar das autoridades civis as informações e medidas que julgar úteis à elucidação das infrações penais;
9. Requisitar da polícia civil e das repartições técnicas civis as pesquisas e exames necessários ao complemento e subsídio de inquérito

policial militar.

## Investigação Criminal pelos Oficiais de Polícia Militar
Além das investigações criminais relacionadas aos crimes militares, o Poder Judiciário tem reconhecido a competência das investigações conduzidas pelas Polícias Militares. Em decisão recente oriunda do Tribunal de Justiça do Paraná (Apelação Crime nº 0000395-45.2015.8.16.0163), o Desembargador entendeu que inexiste nulidade na investigação criminal que não seja realizada pelas polícias civil e federal. Isso porque a Constituição Federal diferencia as atribuições de polícia judiciária e de polícia investigativa, segundo entendimento preconizado pelo Superior Tribunal de Justiça:
"Note-se que embora a Constituição Federal diferencie as funções de polícia investigativa e polícia judiciária, o caráter de exclusividade foi atribuído somente a polícia federal e civil, podendo ser exercida de modo suplementar pela polícia militar, no sentido de garantir a ordem pública, consoante descrito no §5º, do artigo em comento.

O fato da quebra de sigilo telefônico ter sido requerida pela polícia militar, que cooperava em investigação do MP, não se constitui em nulidade, pois o art. 144 da Constituição Federal traz as atribuições de cada força policial, mas nem todas essas atribuições possuem caráter de exclusividade. Há distinção entre polícia judiciária, responsável pelo cumprimento de ordens judiciais, como a de prisão preventiva, e polícia investigativa, atinente a atos gerais de produção de prova quanto a materialidade e autoria delitivas. A primeira é que a Constituição Federal confere natureza de exclusividade, mas sua inobservância não macula automaticamente eventual feito criminal derivado" (PGR). 3. "A Constituição da República diferencia as funções de polícia judiciária e de polícia investigativa, sendo que apenas a primeira foi conferida com exclusividade à polícia federal e à polícia civil, o que evidencia a legalidade de investigações realizadas pela polícia militar e da prisão em flagrante efetivada por aquela corporação" (HC 332.459/SC, Rel. Ministra MARIA THEREZA DE ASSIS MOURA, SEXTA TURMA, DJe 30/11/2015) 4. [...] (STF, HC 95.024/SP, Relª. Ministra CÁRMEN LÚCIA, PRIMEIRA TURMA, DJe de 20/2/2009). 7. Recurso ordinário desprovido. (RHC 67.384/ES, Rel. Ministro RIBEIRO DANTAS, QUINTA TURMA, julgado em 27/02/2018, DJe 05/03/2018)
A jurisprudência desta Corte é assente no sentido de que não implica ilegitimidade da polícia militar - agência de inteligência - na execução da medida constritiva de interceptação telefônica, desde que autorizada, como ocorreu in casu, sob pena de ineficácia dos trabalhos. [...] Agravo regimental desprovido. (AgRg no REsp 1380658/RS, Rel. Ministro JOEL ILAN PACIORNIK, QUINTA TURMA, julgado em 14/11/2017, DJe 24/11/2017)"
É com apoio nessas decisões e buscando preservar a Ordem Pública que os Oficiais de Polícia Militar vem presidindo investigações, reunindo e praticando atos gerais de produção de prova quanto à materialidade e autoria delitiva. Atuando nessa seara, a Polícia Militar age com base no poder de polícia investigativa, o que não se confunde com as atribuições de polícia judiciária de crimes comum. 

## Competências na área de Polícia Ostensiva e de Preservação da Ordem Pública
São atribuições do Oficial de Polícia, dentre outras definidas em leis e regulamentos:
1. Coordenar, com exclusividade, o efetivo policial empregado no Policiamento ostensivo, atuando na garantia dos direitos individuais do cidadão;
2. Realizar levantamento criminal em sua área de atuação visando empregar o efetivo policial de forma racional, contribuindo para a diminuição dos índices de criminalidade;
3. Estabelecer normas relativas à atividade de polícia ostensiva;
4. Atuar na garantia do exercício regular dos poderes constituídos;
5. Executar missões de honras militares às altas autoridades;
6. Coordenar e executar ações de segurança aproximada de autoridades e Chefes de Poderes;
7. Comandar Unidades e Subunidades policiais;
8. Orientar, instruir, fiscalizar e coordenar o efetivo sob seu comando;[17]
9. Estabelecer relacionamento direto com a população visando realizar um policiamento de proximidade (Polícia comunitária – Polícia Cidadã);
10. Atuar como docente nas Academias de Polícia Militar;
11. Comandar o efetivo empregado no controle de manifestações e perturbação da ordem;
12. Coordenar o Programa Educacional de Resistência às Drogas e à Violência (PROERD), desenvolvido nas escolas públicas e particulares, no 5º e 7º ano do Ensino Fundamental;
13. Comandar e executar ações policiais na área de operações especiais;
14. Realizar operações policiais aéreas, no combate ao crime e no socorro às vítimas;
15. Comandar e executar ações policiais na área de trânsito urbano e rodoviário;
16. Comandar e executar ações policiais na área de preservação do meio ambiente;
17. Coordenar e executar ações de inteligência policial, objetivando subsidiar a tomada de decisão pelo Comando da Unidade Policial;
18. Atuar e coordenar operações policiais conjuntas com outros órgãos públicos e/ou policiais;
19. Apoiar o Poder Judiciário e o Ministério Público;
20. Realizar estatística criminal na área sob sua responsabilidade, objetivando acompanhar a “pulverização do crime”[18];
21. Atuar junto aos Conselhos Comunitários de Segurança, ouvindo e trabalhando em conjunto com a sociedade;
22. Presidir Processos Administrativos (Conselho de Justificação e Conselho de Disciplina) objetivando apurar faltas funcionais dos integrantes das suas Corporações;
23. Atuar como mediador de conflitos nos Núcleos de Mediação Comunitária (NUMEC), em parceria com o Poder Judiciário.

## Simetria com os Oficiais da Guarda Nacional Republicana de Portugal
Em 10 de dezembro de 1801, foi decretada a criação da Guarda Real da Polícia de Lisboa, pelo ministro Rodrigo de Sousa Coutinho. Foi a primeira guarda profissional, uniformizada e armada. Essa Guarda é a precursora da atual Guarda Nacional Republica (GNR) de Portugal.
Com a vinda da Corte de Portugal para o Brasil, em 13 de maio de 1809 é criada a Divisão Militar da Guarda Real de Polícia do Rio de Janeiro que é o embrião das Polícias Militares Brasileiras.
Mesmo após todo esse tempo e a distância entre os dois países, interessante observar que as Polícias Militares e a Guarda Nacional Republicana possuem as mesmas atribuições legais e constitucionais. As duas Instituições são Forças de Segurança que atuam na defesa e proteção do cidadão, no entanto podem ser empregadas na defesa dos seus territórios nacionais.
Assim, em razão dessa semelhança entre as duas Corporações, as atribuições dos Oficiais também são semelhantes. Porém, no campo operacional, talvez a grande diferença é que em Portugal os Oficiais da GNR realizam a investigação criminal de forma completa, o que se convencionou a chamar no Brasil de Ciclo Completo de Polícia, que consiste na atuação plena das instituições policiais, isto é atuar na prevenção, na repressão e na investigação, sem a necessidade de encaminhar a documentação e o cidadão preso para uma outra polícia. São duas meias polícias, uma faz a parte preventiva e a repressão imediata e a outra faz a investigação. Com isso não há uma continuidade na atuação policial.

## Associação dos Oficiais
São agremiações criadas com base na Constituição Federal (art. 5º, inciso XVII)  e no Código Civil, que tem como objetivo reunir os Oficiais das Polícias Militares na defesa de seus direitos e prerrogativas. Além disso, as Associações de Oficiais promovem eventos culturais e profissionais, visando difundir o conhecimento através de publicações técnicas e científicas.
As Associações dos Oficiais exercem também a representação e a defesa dos interesses dos Oficiais Militares Estaduais, promovendo o fortalecimento da classe.
As Associações dos Oficiais são representadas no nível nacional pela Federação Nacional das Entidades dos Oficiais Militares Estaduais (FENEME), a qual possui escritório no Distrito Federal e atua na defesa dos Oficiais no três poderes da República.